# Nicola Salerno (dirigente sportivo)
Nicola Salerno (Matera, 3 agosto 1956) è un dirigente sportivo italiano.

## Carriera
Figlio del senatore Carmelo Francesco Salerno, ex presidente del Matera, si affaccia nel mondo del calcio proprio con il club della sua città natale in Serie C2 come direttore sportivo a partire dal 1983-1984 fino al 1985-1986. Successivamente lavora come direttore sportivo e responsabile del mercato nelle società sportive del Ravenna, del Licata, con cui approda in Serie B nella stagione 1988-1989, e della Triestina, dove rimane dal 1989 al 1993, svolgendo per due anni anche le funzioni di amministratore unico.
Dopo aver scontato una squalifica, rientra come direttore sportivo del Messina dal 1997 al 2002, risultando tra gli artefici della rinascita del club giallorosso risalito in pochi anni dal Campionato Nazionale Dilettanti alla Serie B. Nel campionato 2002-2003, con l'avvento della nuova dirigenza del Messina, passa al Catania, sempre in Serie B.
La stagione successiva si trasferisce al Cagliari, società con cui conquista il secondo posto nel campionato di Serie B 2003-2004 e raggiunge per la prima volta la Serie A nel 2004-2005, dove rimane fino al 2006. Dopo una parentesi di una stagione come direttore sportivo del Foggia in Serie C1 nel campionato 2006-2007, anno in cui i pugliesi sfiorano la promozione in Serie B svanita all'ultimo minuto nello spareggio play-off di Avellino, torna nella massima serie a Cagliari nel campionato 2007-2008 venendo sollevato dall'incarico nel febbraio del 2008. Il 12 ottobre 2009 diventa il direttore sportivo della Salernitana; dopo aver rassegnato le proprie dimissioni l'11 febbraio 2011 successivamente all'insediamento della nuova proprietà alla guida del club granata, dodici giorni dopo riprende a svolgere il suo incarico a seguito del ritorno della Salernitana alla vecchia proprietà.
Terminata nell'estate 2011 l'esperienza con la Salernitana che, dopo aver sfiorato il ritorno in Serie B perdendo la finale play-off contro l'Hellas Verona, non si è iscritta al campionato di Prima Divisione, e dopo un breve ritorno al Messina (nel frattempo ricaduto in Serie D) dove ha ricoperto il ruolo di consulente dell'area tecnica, nel novembre del 2011 viene nominato nuovo direttore sportivo del Grosseto in Serie B.
Nell'estate del 2012 viene nominato direttore sportivo del Catania che si appresta a disputare il campionato di Serie A 2012-2013, tornando così in massima serie dopo l'esperienza con il Cagliari, e tornando anche nella città etnea dopo dieci anni dal suo precedente incarico come DS dei rossazzurri.
Il 5 luglio 2013 ritorna per la terza volta al Cagliari dopo cinque anni, diventando responsabile dell'area tecnica della prima squadra e del calciomercato. Nella stagione 2014-2015 diventa direttore sportivo del Leeds United, club militante in Football League Championship acquistato dall'ex presidente del Cagliari Massimo Cellino.
La stagione 2015-2016 lo vede attivo in Premier League come consulente del Watford F.C. per sovrintenderne le scelte di mercato.
Il 16 gennaio 2017 firma un contratto di un anno e mezzo con il Palermo  ma il 10 aprile si dimette con la squadra in zona retrocessione.
Nel dicembre 2017 diventa il nuovo direttore sportivo del Brescia, affiancato da Paolo Cristallini. Il 10 marzo 2018 viene a sua volta sollevato dall'incarico dal patron Cellino insieme allo stesso Cristallini.